# تاکسی ۱۳
تاکسی ۱۳ (انگلیسی: Taxi 13) یک فیلم کمدی صامت آمریکایی است که در سال ۱۹۲۸ منتشر شد. تا مدت‌ها تصور می‌شد که این فیلم یک فیلم گمشده است، اما نسخه ای از آن در فیلم‌خانه ملی ایتالیا در شهر رم پیدا شد.

## گزیدهٔ بازیگران
- چستر کانکلین
- اتل ویلز
- مارتا اسلیپر
- لی موران
- لوئیز فازندا
- کوی واتسون جونیور
- دلمار واتسون
- بیلی واتسون
- هری واتسون
- لوئیز واتسون
- ویوین واتسون